# Coryphantha gracilis
Coryphantha gracilis, conocida comúnmente como biznaga partida delgada, es una especie de planta suculenta perteneciente al género Coryphantha, dentro de la familia Cactaceae. Es endémica del noreste de México (concretamente del estado de Chihuahua).

## Descripción
Coryphantha gracilis es una especie de cactus que aunque suele crecer de forma solitaria, a veces, de forma ocasional se ramifica desde la base y forma pequeños grupos. Los tallos son aplanados y su forma va de esférica a cilíndrica. Tienen la epidermis de color verde grisáceo claro a verde hierba, alcanzando alturas de 3,5 a 10,5 cm y diámetros de 2,5 a 5 cm.
Los tallos están cubiertos de tubérculos cónicos de hasta 0,9 cm de largo y son ligeramente curvados. Están provistos de un surco y no tienen glándulas de néctar. Sus axilas, aunque inicialmente son lanudas, con el tiempo se vuelve desnudas.
En la punta de los tubérculos se asientan areolas de forma oval a elíptica. No suelen presentan espinas centrales, aunque a veces aparece 1 de color cuerno a blanquecino en las areolas jóvenes de plantas viejas. También tienen de 12 a 18 espinas radiales aciculares de color blanquecino a marrón amarillento, de 0,5 a 1,1 cm de largo.

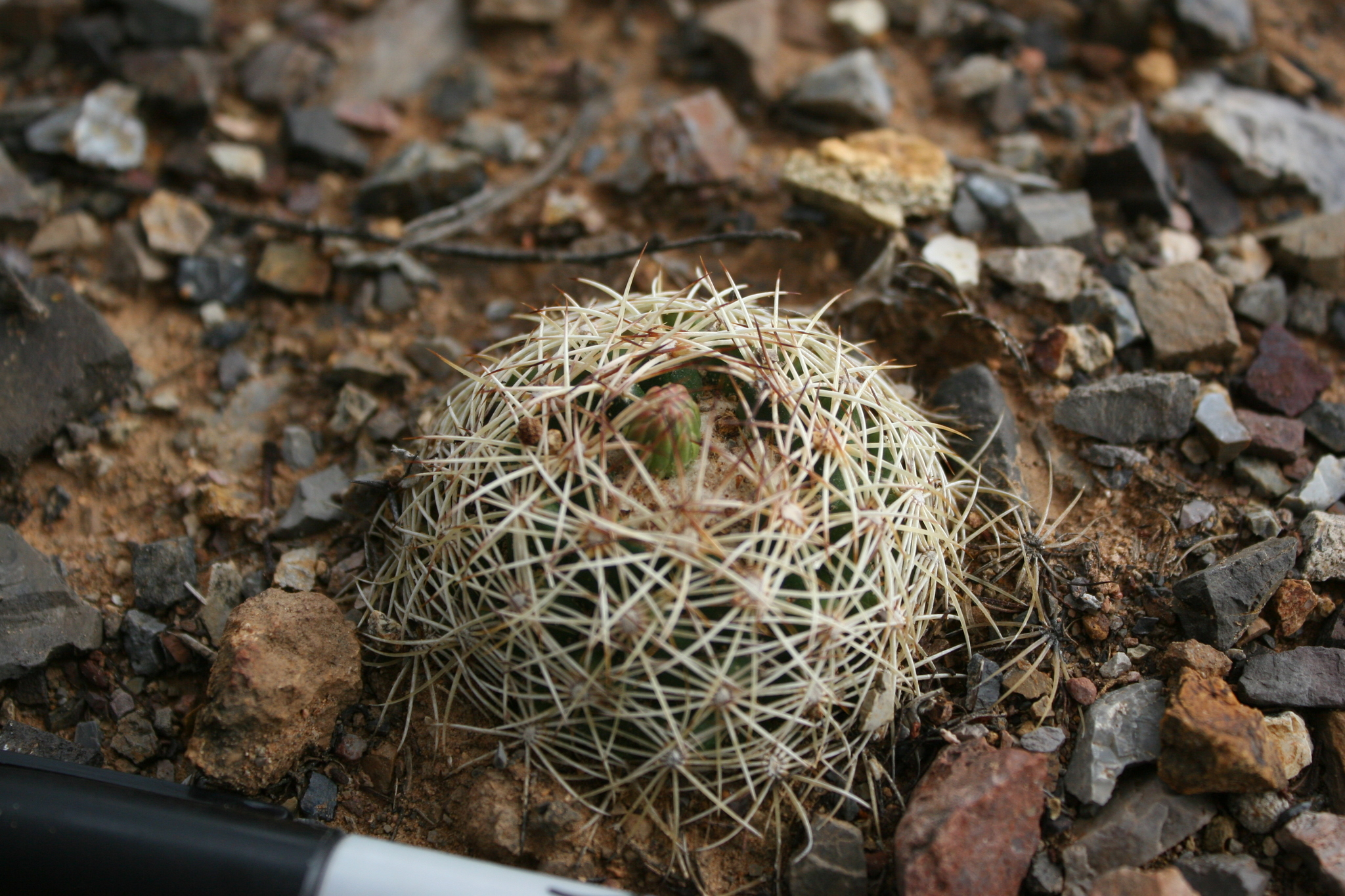
Detalle del botón floral

Las flores aparecen apicalmente, son de color amarillo muy claro y brillantes, miden de 2,2 a 3 cm de largo y alcanzan un diámetro de 3,5 a 5 cm. Los frutos tienen forma esférica, son de color verde claro con el ápice rojizo o púrpura, no son muy jugosos y miden de 1 a 1,5 cm de largo. Las semillas van de globosas a ovoide truncadas, son de color pardo y tienen la testa reticulada.

## Distribución y hábitat

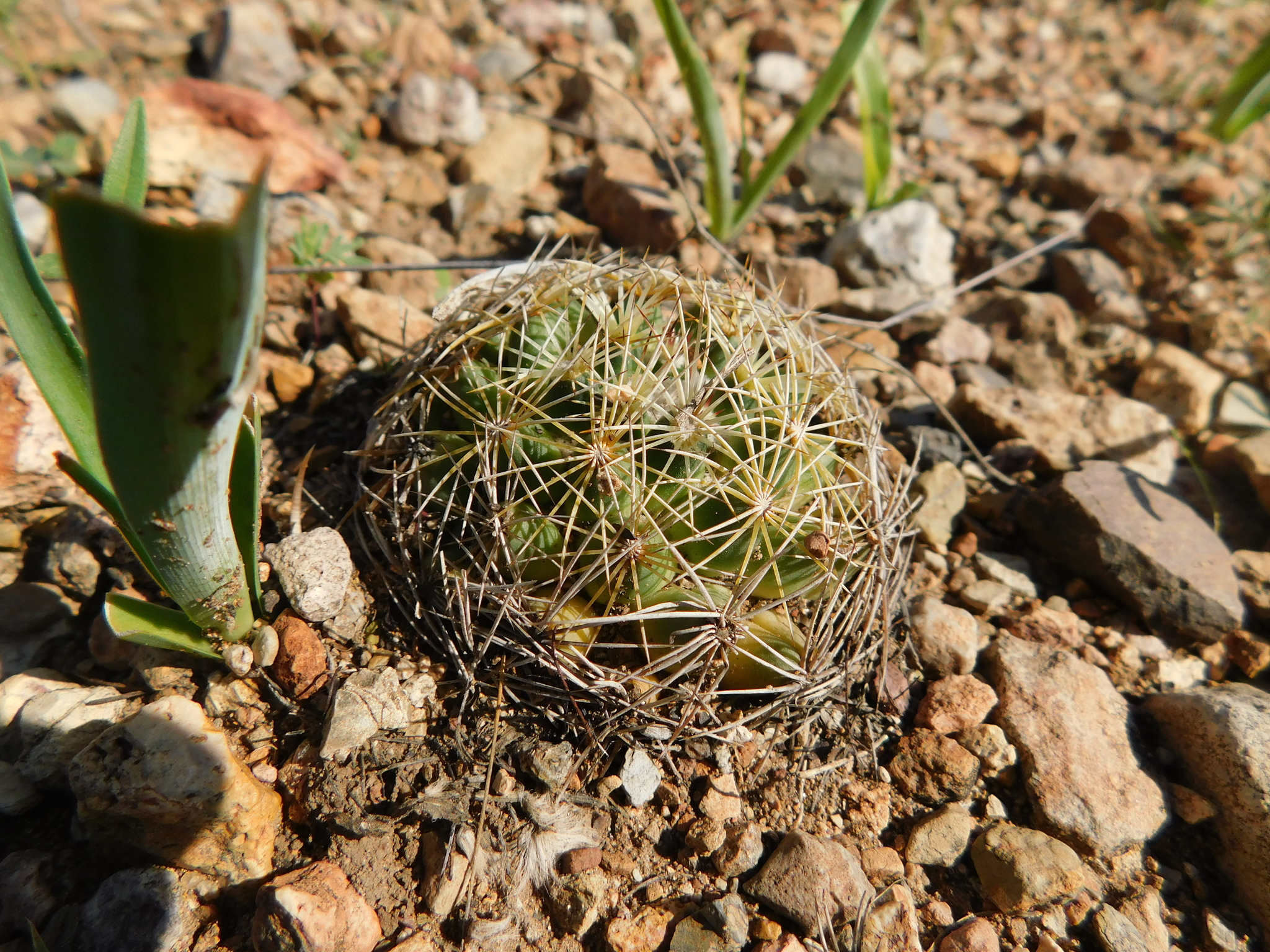
Planta en su hábitat

El área de distribución nativa de esta especie es el noreste de México (concretamente en el estado mexicano de Chihuahua) y crece principalmente en biomas desérticos o de matorral seco, cerca de los 1800 metros sobre el nivel del mar.
Se desarrolla en pastizales secos, sobre suelos calcáreos de colinas, asociándose a otras cactáceas como Echinocereus pectinatus, Stenocactus multicostatus o Thelocactus bicolor, entre otras.

## Taxonomía
Coryphantha gracilis fue descrita por los botánicos Lewis Bremer y Alfred Bernhard Lau y publicada por primera vez en la revista científica Cactus and Succulent Journal 49: 72 en 1977.
Etimología
- Coryphantha: nombre genérico que deriva del griego coryphe (que significa 'cima' o 'cabeza'), y anthos (que significa 'flor'), haciendo referencia a que las flores aparecen en el ápice de los tallos.
- gracilis: epíteto específico latino que significa 'delgada' o 'delicada', haciendo referencia a su apariencia.[7][8]

## Estado de conservación
En la Lista Roja de Especies Amenazadas de la UICN, la especie está clasificada como de “Preocupación Menor (LC)” y no se le conocen amenazas importantes.

## Usos
Se cultiva principalmente como planta ornamental y su propagación se realiza a través de semillas o hijuelos.